# Kätkyssaari
Kätkyssaari är en ö i Finland. Den ligger i sjön Pyhäjärvi och i kommunen Kouvola i den ekonomiska regionen  Kouvola ekonomiska region  och landskapet Kymmenedalen, i den södra delen av landet, 130 km nordost om huvudstaden Helsingfors. Öns area är 3,7 hektar och dess största längd är 310 meter i öst-västlig riktning.